# 大村喬一
大村 喬一（おおむら きょういち、1933年 - ）は、日本の外交官。在ユネスコ日本代表大使や、駐モロッコ特命全権大使、奈良大学総合研究所長などを務めた。

## 人物・経歴
静岡県立清水東高等学校を経て、1957年一橋大学法学部卒業、外務省入省。1972年外務省中近東アフリカ局アフリカ課長。1974年在イラン日本国大使館一等書記官。1976年経済協力開発機構日本政府代表部参事官。1977年大蔵省国際金融局投資第三課長。
1979年外務大臣官房領事移住部外務参事官。1980年外務大臣官房外務参事官兼大臣官房領事移住部。1981年在モントリオール日本国総領事館総領事。1982年在フランス日本国大使館公使。
1983年在フランス日本国大使館公使ユネスコにおける日本政府代表大使。1985年在フランス日本国大使館特命全権公使。1986年駐ザイール兼コンゴー兼ブルンディ兼ルワンダ特命全権大使。1990年駐モロッコ特命全権大使。
退官後、奈良大学教養部教授、奈良大学総合研究所長、奈良大学紀要編集委員長、奈良県教育懇談会委員等を務めた。2009年瑞宝中綬章受章。

## 訳書
- 『悩める第三世界 : 貧困からの脱出』ティビーエス・ブリタニカ 1989年